# ワレミア綱
ワレミア菌綱(Wallemiomycetes)は、担子菌門の綱の一つ。この綱はWallemia属の1属のみからなり、これを含む単一の科Wallemiaceae、単一の目Wallemialesのみから構成される。
ワレミア属は不完全糸状菌として記載されたものである。世界中に存在し、好乾性菌で、乾燥した食品（パン・砂糖・ピーナッツ・乾燥魚など）や室内のほこり、土壌などから発見される。長らく W. sebi のみが知られていたが、隠蔽種3種が含まれることが判明し、それは以下の通り。種の区別は分生子の大きさや乾燥耐性の違い、および遺伝子情報による。
- Wallemia sebi
- Wallemia muriae
- Wallemia ichthyophaga

## 経過
ワレミア属は成長の遅いカビで、分生子柄は集まって生じる。分生子柄はごく短く、やや膨らんでフィアライド状になる。その先に円柱状の胞子形成細胞を生じ、後にこれが断裂して分節胞子的になって分生子となる。
このカビはジャムや塩漬け食品の上によく出現するものとして知られてきた。ただし、鎖状に生じる分生子の形成過程はそれ以外のどの不完全菌とも異なることが注目された。また菌糸の隔壁の微細構造からは隔壁孔の型が担子菌に近いこと、特にシロキクラゲ類に似ることが指摘された。
分子系統の情報ではこれが明らかに担子菌の系統に属し、かつ、これ以外のすべての担子菌に対して姉妹群をなすとの判断が得られたため、このような扱いになっている。